# Nabil Adamou
Nabil Mohamed Adamou (en arabe : نبيل محمد أدامو), né le 8 avril 1975, est un athlète algérien.

## Biographie
Aux Championnats d'Afrique juniors 1994 à Alger, Nabil Adamou est médaillé d'or du triple saut et médaillé d'argent du saut en longueur.
Aux Championnats d'Afrique 2002 à Radès, il obtient la médaille de bronze au concours du saut en longueur. Il termine quatrième de cette épreuve des Jeux africains de 2003 et médaillé d'argent aux Championnats panarabes d'athlétisme 2003 à Amman. Aux Jeux afro-asiatiques de 2003 à Hyderabad, il est médaillé d'or du saut en longueur. 
Aux Championnats d'Afrique 2004 à Brazzaville, il obtient la médaille de bronze au concours du saut en longueur. 
Il est sacré champion d'Algérie du saut en longueur en 1995 et 2002.